# Reptadeonella hastingsae
Reptadeonella hastingsae är en mossdjursart som beskrevs av Cheetham och John Herman Sandberg 1964. Reptadeonella hastingsae ingår i släktet Reptadeonella och familjen Adeonidae.
Artens utbredningsområde är Mexikanska golfen. Inga underarter finns listade i Catalogue of Life.